# Пікуль Костянтин Віталійович
Костянтин Віталійович Пікуль (нар. 3 червня 1995, смт Жовтневе, Волинська область, Україна) — український футболіст, центральний захисник долинського «Альянсу».

## Клубна кар'єра

### Ранні роки
Народився 3 червня 1995 року в смт Жовтневе Волинської області. Футболом розпочав займатися у 7-річному віці, перший тренер — Василь Григорович Соколовський. У віці 10 років перебрався до «ВІК-Волинь» (Володимир-Волинський), де тренувався під керівництвом Віктора Олександровича Сквіри. У 2012 році вступив до Кременецької обласної гуманітарно-педагогічної академії імені Т.Г. Шевченка, де виступав у чемпіонаті Украіни серед ВНЗ. У дебютному для себе сезоні допоміг кременецькій команді виграти вище вказаний турнір. 

### «Нива» (Тернопіль)
На початку квітня 2016 року став гравцем відродженої «Ниви», у складі якої спочатку виступав в аматорському чемпіонаті України. У футболці тернопільського клубу дебютував 9 серпня 2017 року в нічийному (0:0) виїзному поєдинку 5-го туру групи А Другої ліги України проти «Львова». Костянтин вийшов на поле на 76-ій хвилині, замінивши Богдана Слоневського. Першим голом у футболці «Ниви» відзначився 18 липня 2018 року на 71-ій хвилині (реалізував пенальті) програного (1:2) виїзного поєдинку кубку України проти «Вікторії» (Миколаївка). Пікуль вийшов на поле в стартовому складі та відіграв увесь матч. Єдиним голом у Другій лізі України за тернопільський клуб відзначився 22 липня 2018 року на 42-ій хвилині нічийного (1:1) виїзного поєдинку 1-го туру групи А Другої ліги України проти вінницької «Ниви». Костянтин вийшов на поле в стартовому складі та відіграв увесь матч, а на 79-ій хвилині отримав жовту картку. У команді відіграв понад один сезон, за цей час у Другій лізі зіграв 12 матчів (1 гол), ще 1 поєдинок провів у кубку України. На початку серпня 2018 року «Нива» розірвала контракт з гравцем.

### «Альянс» (Липова Долина)
У сезоні 2018/19 років виступав за «Альянс» в аматорському чемпіонаті України. У футболці клубу з Липової Долини дебютував 3 серпня 2019 року в нічийному (1:1) домашньому поєдинку 2-го туру групи Б Другої ліги України проти новокаховської «Енергії». Костянтин вийшов на поле в стартовому складі та відіграв увесь матч. За підсумками сезону 2019/20 років «Альянс» посів 3-тє місце в групі Б Другої ліги та підвищився в класі. У Першій лізі України дебютував 5 вересня 2020 року в переможному (3:2) домашньому поєдинку 1-го туру проти «ВПК-Агро». Пікуль вийшов на поле в стартовому складі та відіграв увесь матч.

## Кар'єра в збірній
Восени 2015 року виступав за збірну Тернопільської області.